# 오정희 (소설가)
오정희(吳貞姬, 1947년 11월 9일 ~ )는 대한민국의 소설가이다.
서울에서 태어나 서라벌예술대학 문예창작과를 졸업하였다. 1968년 《중앙일보》 신춘문예에 〈완구점 여인〉이 당선되어 문단에 등단하였다. 주요 작품으로 《새》, 《불의 강》, 《유년의 뜰》, 《바람의 넋》, 《저녁의 게임》, 《동경》, 《직녀》, 《미명》, 《중국인 거리》, 《순례자의 노래》, 《송이야, 문을 열면 아침이란다》, 《술꾼의 아내》, 《불꽃놀이》, 《돼지꿈》, 《가을 여자》, 《그리움의 발견》 등이 있다.
그녀는 섬세한 내면의 정경을 묘사하면서, 인간의 존재론적 불안과 내면의 고뇌를 자의식적인 측면에서 예리하게 묘사하며, 여성의 심리적 갈등을 묘사하는 데 능숙한 작가로 알려져 있다.

## 주요 작품
- 장편소설 《새》
- 소설집 《불의 강》, 《불꽃놀이》, 《바람의 넋》, 《유년의 뜰》[3]
- 《오정희의 이야기 성서》
- 《나뭇꾼과 선녀》

## 수상
1979년에 《저녁의 게임》으로 이상문학상, 1982년에 《동경》으로 동인문학상을 수상했다.
2003년에 독일어로 번역 출간된 소설 《새》(V¨ogel)로 독일 리베라투르상을 받았다.

## 참고 문헌
- 이 문서에는 다음커뮤니케이션(현 카카오)에서 GFDL 또는 CC-SA 라이선스로 배포한 글로벌 세계대백과사전의 내용을 기초로 작성된 글이 포함되어 있습니다.